# Força Aèria Iraquiana
La Força Aèria Iraquiana (en àrab القوة الجوية العراقية, al-Quwwa al-Jawwiyya al-ʿIraqiyya), també coneguda per les sigles en anglès IQAF (Iraqi Air Force), és la branca militar aèria de les Forces Armades Iraquianes, responsable de vigilar les fronteres internacionals i dur a terme les operacions aèries. L'IQAF també actua com una força de suport per a la Marina de guerra iraquiana, i l'Exèrcit de Terra iraquià, i també permet a l'Iraq realitzar un ràpid desplegament del seu Exèrcit.

## Breu història
Va ser fundada el 1931, quan l'Iraq estava sota domini britànic, amb un grapat de pilots, i va seguir funcionant amb avions britànics fins a la Revolució del 14 de juliol, el 1958, quan el nou govern iraquià va establir relacions diplomàtiques amb la Unió Soviètica. La força aèria va utilitzar tant els avions soviètics com els britànics, durant tota la dècada de 1950 i 1960.
Quan Saddam Hussein va arribar al poder el 1979, la força aèria va créixer molt ràpidament, després l'Iraq va comprar més avions soviètics i francesos. Després de la Guerra Iran-Iraq, l'IQAF disposava de 950 aeronaus, convertint-se en una de les forces aèries més poderoses de la regió. Després de la Guerra del Golf, l'ONU va decretar zones amb prohibició de vols. Després de la Invasió de l'Iraq de 2003 l'IQAF va ser destruïda, però després va ser reconstruïda, la major part de les seves aeronaus han estat comprades a Rússia i als Estats Units.

## Graduació militar

### Generals
| 1 | Tinent General | Tinent General | 2 | General de Divisió | General de Divisió | 3 | General de Brigada | General de Brigada |

### Caps
| 1 | Coronel | Coronel | 2 | Tinent Coronel | Tinent Coronel | 3 | Comandant | Comandant |

### Oficials
| 1 | Capità | Capità | 2 | Tinent | Tinent | 3 | Alferes | Alferes |

## Aeronaus

### Avions de caça
| Aeronau                              | Origen       | Tipus           | Quantitat | Foto |
| ------------------------------------ | ------------ | --------------- | --------- | ---- |
| Lockheed Martin F-16 Fighting Falcon | Estats Units | Caça polivalent | 18        |      |

### Avions d'atac a terra
| Aeronau               | Origen          | Tipus               | Quantitat | Foto |
| --------------------- | --------------- | ------------------- | --------- | ---- |
| Sukhoi Su-25          | Rússia          | Avió d'atac a terra | 21        |      |
| Aero Alca L-159A      | República Txeca | Avió d'atac a terra | 8         |      |
| Cessna AC-208 Caravan | Estats Units    | Avió d'atac a terra | 8         |      |

### Avions d'entrenament
| Aeronau      | Origen        | Tipus              | Quantitat | Foto |
| ------------ | ------------- | ------------------ | --------- | ---- |
| Lasta 95     | Sèrbia        | Avió d'entrenament | 20        |      |
| T-6 Texan II | Estats Units  | Avió d'entrenament | 15        |      |
| KAI-50       | Corea del Sud | Avió d'entrenament | 6         |      |

### Avions de reconeixement
| Aeronau                       | Origen       | Tipus                 | Quantitat | Foto |
| ----------------------------- | ------------ | --------------------- | --------- | ---- |
| AMD Alarus CH2000             | Jordània     | Avió de reconeixement | 7         |      |
| Beechcraft Super King Air 350 | Estats Units | Avió de reconeixement | 7         |      |
| Seabird Seeker SB7L-360       | Austràlia    | Avió de reconeixement | 2         |      |

### Avions de transport
| Aeronau                 | Origen       | Tipus                     | Quantitat | Foto |
| ----------------------- | ------------ | ------------------------- | --------- | ---- |
| Lockheed C-130 Hercules | Estats Units | Avió de transport militar | 9         |      |
| Antónov An-32           | Ucraïna      | Avió de transport militar | 6         |      |
| DHC-6 Twin Otter        | Canadà       | Avió de transport militar | 2         |      |

### Avions d'enllaç
| Aeronau       | Origen | Tipus         | Quantitat | Foto |
| ------------- | ------ | ------------- | --------- | ---- |
| Pilatus PC-12 | Suïssa | Avió d'enllaç | 4         |      |

### Helicòpters de reconeixement
| Aeronau       | Origen       | Tipus                       | Quantitat | Foto |
| ------------- | ------------ | --------------------------- | --------- | ---- |
| Bell 206      | Estats Units | Helicòpter de reconeixement | 10        |      |
| Gazelle SA342 | França       | Helicòpter de reconeixement | 6         |      |